# Biserica romano-catolică din Abrud
Biserica romano-catolică din Abrud este un monument istoric aflat pe teritoriul orașului Abrud. În Repertoriul Arheologic Național, monumentul apare cu codul 1160.05.
Construcția primului lăcaș datează de la sfârșitul secolului al XIII-lea, fiind ridicat de către coloniști germani din piatră în stil gotic. Regele maghiar Ștefan al V-lea între anii 1270-1271 amintește despre aceasta ca fiind o prosperă biserică din piatră. Din anul 1569 edificiul a fost ocupat de confesiunea protestantă a unitarienilor și restituit catolicilor la 1777 printr-un ordin emis de către Maria Terezia, pentru ca anul următor biserica să fie sfințită de romano-catolici. Revoluția de la 1848 aduce arderea și distrugerea ei, astfel că din anul 1867 biserica este renovată la forma actuală. Istoria zbuciumată a acestui oraș a reușit să își lase și asupra acestui edificiu de cult o amprentă, fiind supus mereu unor transformări. Astfel, din prima perioadă a construcției regăsim în cadrul edificiului păstrat doar portalul vestic, în stil gotic flamboaiant, contraforți și un zid de incintă pe latura de nord, mai apoi interiorul este tipic baroc, cu calote boeme și arce dublouri descărcate pe pilaștrii masivi. Din secolele XIV și XV picturi murale ar fi decorat pereții până pe la 1848. În contextul revoluției de la 1848 biserica a fost incendiată și distrusă, iar protopopul Ștefan Kovacs a fost ucis.
Biserica, orientată est-vest, prezintă pe fațada vestică un turn masiv, cu secțiunea în patrulater regulat, împărțit pe trei nivele, inegale ca înălțime. La nivelul inferior intrarea în biserică realizată printr-un portal în arc frânt de culoare albă găzduiește încăperea de la baza tunului, azi tăvănită. Trecerea la nivelul doi este realizată printr-o cornișă profilată. Aici turnul prezintă o mică fereastră circulară. Nivelul trei este separat tot printr-o cornișă, însă acesta conțin camera clopotelor demarcată de ferestrele mari, câte una pe fiecare fațadă la nivelul superior și așezate central, ce se termină in semicerc și sunt protejate de obloane. Deasupra fiecărei ferestre se regăsesc mici deschideri cilindrice cu un contur subliniat, locuri în care se găseau cândva cadranele ceasornicului. Nava, dreptunghiulară, este amplă, monumentală, intrarea se face pe sub o tribună susținută de un șir de trei arce în semicerc turtit ce se descarcă pe trei stâlpi masivi. Din acest spațiu pe partea de sud se află scara ce duce spre tribună, iar pe partea nordică se găsește altarul sfântului Anton de Padova. Interiorul este acoperit de bolți boeme pictate cu medalioane așezate central și în zona de descărcare a greutății lor redau scene ale lumii celeste, amorași și ghirlande. Partea centrală a navei se axează pe o deschidere a spațiului spre formarea unui spațiu unic, în care toate conduc înspre altar. Fiecare latură a navei e luminată de câte trei ferestre ce se termină în semicerc. Câte două altare se află așezate pe fiecare latură în dreptul stâlpilor ce susțin greutatea bolților. Un amvon realizat din lemn e adosat laturii nordice între cele două altare. Trecerea din navă către altar se realizează printr-un arc dublu masiv. Sanctuarul plasat într-o absidă retrasă, semicilindrică la interior, este acoperit cu o semicalotă cu penetrații, decorată. Trei ferestre identice cu cele din navă luminează sanctuarul. Pe latura sudică la jumătatea distanței dintre absida altarului și tribuna orgii se găsește golul unei intrări secundare. Exteriorul bisericii este lipsit de decorații, doar tencuit, și a păstrat urmele primului edificiu de cult realizat în stil gotic. În primul rând merită menționată intrarea de la baza turnului în formă de arc frânt, iar mai apoi latura nordică ce e marcată de trei contraforți gotici treptați, plasați în dreptul locului de descărcare a greutății bolților. O incintă de piatră cu liant de mortar se întinde pe toată latura nordică a bisericii.